# Le Dernier Château
Ne doit pas être confondu avec Le Dernier Château (Jack Vance).
Pour plus de détails, voir Fiche technique et Distribution.
Le Dernier Château (The Last Castle) est un film américain réalisé par Rod Lurie, sorti en 2001.

## Synopsis
Traduit devant la cour martiale après la mort de huit soldats, le lieutenant-général Eugene R. Irwin de l'U.S. Army (Robert Redford) plaide coupable et se voit condamné à une peine de dix ans de prison. Il est alors envoyé dans un centre pénitentiaire militaire de haute sécurité appelé « le Château », dirigé par le colonel Winter (James Gandolfini).
Le colonel Winter est un grand admirateur d'Irwin, jusqu'à que ce dernier se moque de son penchant de collectionneur d'objets militaires, considérant qu'il s'agit là d'une lubie d'officier qui n'a jamais mis les pieds sur un champ de bataille.
Winter, qui mène sa prison d'une main de fer en faisant peu de cas du règlement pénitentiaire, veille alors à ce que la vie du nouveau détenu devienne un enfer permanent. Cet acharnement, et la dignité du général qui subit sans se plaindre ce traitement particulièrement injuste, va permettre à Irwin de gagner le respect des détenus, et le pousser à déclencher une véritable insurrection pour prendre le contrôle du « Château » et faire tomber le colonel.

## Fiche technique
Sauf indication contraire, les informations mentionnées dans cette section peuvent être confirmées par les bases de données cinématographiques IMDb et Allociné,  présentes dans la section « Liens externes ».
- Titre original : The Last Castle
- Titre français : Le Dernier Château
- Réalisation : Rod Lurie
- Scénario : Graham Yost et David Scarpa, d'après une histoire de David Scarpa
- Musique : Jerry Goldsmith
- Direction artistique : Lawrence A. Hubbs
- Décors : Kirk M. Petruccelli
- Costumes : Ha Nguyen
- Photographie : Shelly Johnson
- Son : David E. Campbell, Kevin E. Carpenter, Jay Meagher, John T. Reitz, Gregg Rudloff, Gregory H. Watkins
- Montage : Michael Jablow et Kevin Stitt
- Production : Robert Lawrence
  - Production déléguée : Don Zepfel
- Sociétés de production : Robert Lawrence Productions, présenté par Dreamworks Pictures
- Sociétés de distribution : DreamWorks Distribution (États-Unis) ; United International Pictures (France, Suisse romande)
- Budget : 60 millions de $[1] ; 72 millions de $[2]
- Pays de production :  États-Unis
- Langue originale : anglais
- Format : couleur (Technicolor) — 35 mm — 2,35:1 (Panavision) — son DTS / Dolby Digital / SDDS
- Genre : action, drame, thriller, prison
- Durée : 131 minutes
- Dates de sortie[3] :
  - États-Unis, Québec : 19 octobre 2001[4]
  - Belgique : 12 décembre 2001[5]
  - France : 3 juillet 2002[6]
- Classification[7] :
  - États-Unis : les enfants de moins de 17 ans doivent être accompagnés d'un adulte (R – Restricted)[N 1]
  - France : tous publics[8]
  - Belgique : tous publics (Alle Leeftijden)[5]
  - Québec : 13 ans et plus (13+ / 13 years and over)[4]

## Distribution
- Robert Redford (VF : Claude Giraud) : Lieutenant-Général Eugene Irwin
- James Gandolfini (VF : Bernard Métraux) : Colonel Winter
- Mark Ruffalo (VF : Damien Boisseau) : Yates
- Steve Burton (VF : Fabien Briche) : Capitaine Peretz
- Delroy Lindo (VF : Saïd Amadis) : Brigadier-Général Wheeler
- Paul Calderon (VF : Joël Zaffarano) : Dellwo
- Samuel Ball (VF : Patrice Baudrier) : Duffy
- Jeremy Childs (VF : Antoine Tomé) : Cutbush
- Clifton Collins Jr. (VF : Vincent Ropion) : Caporal Ramon Aguilar
- Michael Irby (VF : Serge Faliu) : Enrique
- David Alford : Caporal Zamorro
- Frank Military (VF : Pierre Tessier) : Docteur Lee Bernard
- Robin Wright (VF : Françoise Cadol) : Rosalie Irwin

## Production

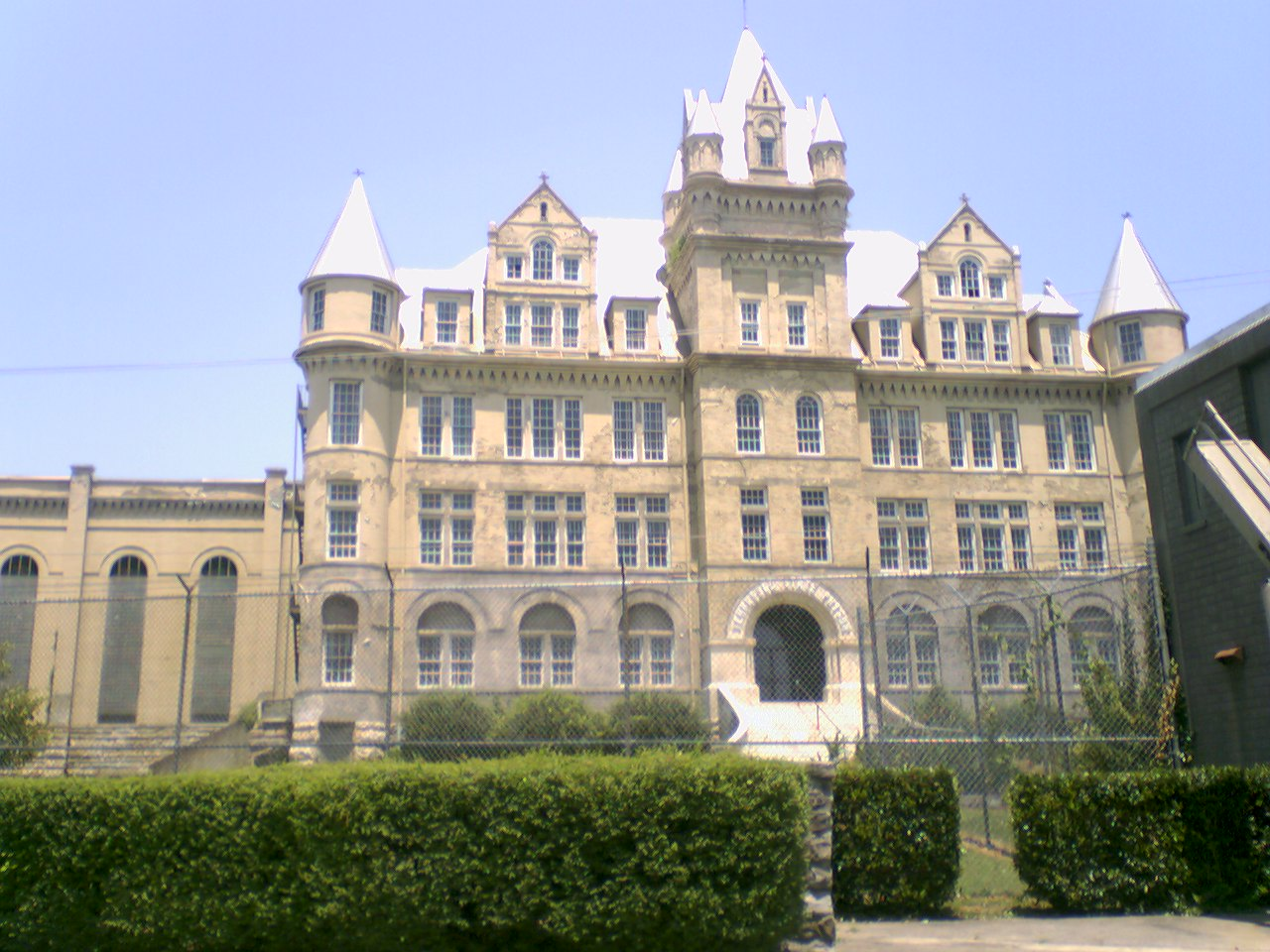
Ancienne prison d’État du Tennessee, qui a servi de décor au film

### Genèse et développement
Le film a été proposé au réalisateur allemand Oliver Hirschbiegel. C'est finalement Rod Lurie qui obtient le poste. Ce dernier connaît bien l'univers de l'armée, étant diplômé de l'académie militaire de West Point.

### Attribution des rôles
Robert Redford avait déjà tourné dans un film de prison. S'il incarne ici un détenu, il interprétait un chef de pénitencier dans Brubaker de Stuart Rosenberg sorti en 1980.

### Tournage
Le tournage a eu lieu dans l'ancienne prison d'État du Tennessee située à Nashville. Cette prison a été fermée en 1992 et a notamment abrité des prisonniers comme James Earl Ray, l'assassin de Martin Luther King.

### Musique
Albums de Jerry Goldsmith
Le Masque de l'araignée
(2001) La Somme de toutes les peurs
(2002)
La musique du film est composée par Jerry Goldsmith. Le compositeur a nommé son thème principal September 11, 2001 en référence aux attentats du 11 septembre 2001 car il a enregistré ce morceau ce jour-là.
Liste des titres
1. Castle - 1:32
2. Irwin Arrives - 2:18
3. Rock Pile - 5:03
4. Get Behind the Mule (interprété par John Hammond, Jr.) - 5:54
5. Let's Go Ladies - 2:40
6. Full Alert - 2:54
7. Military Justice - 2:22
8. Count Down - 2:20
9. Hold Them - 1:52
10. Taking Command - 3:36
11. Flag - 5:54
12. September 11, 2001- Theme from the Last Castle - 2:46
13. Chiseled in Stone (interprété par Dean Hall) - 3:48

## Accueil

### Box-office
| Pays ou région    | Box-office    | Date d'arrêt du box-office | Nombre de semaines |
| ----------------- | ------------- | -------------------------- | ------------------ |
| États-Unis Canada | 18 244 060 $  | 20 décembre 2001           | 9                  |
| France            | 2 592 entrées |                            |                    |
| Monde             | 27 642 707 $  |                            |                    |

## Distinctions

### Récompense
- Taurus World Stunt Awards 2002 : meilleure cascade avec du feu pour Jacob Chambers,  Gary Guercio, Tad Griffith, Chuck Hosack, Kevin L. Jackson et Jason Rodriguez[N 2]

### Nominations
- GoldSpirit Awards 2001 : meilleure bande-son d'un film d'horreur pour Jerry Goldsmith
- ALMA Awards 2002 : meilleur acteur de second rôle dans un long métrage pour Clifton Collins Jr.
- Taurus World Stunt Awards 2002 :
  - Meilleure cascade aérienne pour Kevin LaRosa, Matthew Taylor et Christopher J. Tuck[N 3]
  - Meilleur coordinateur de cascades et/ou directeur de la 2e équipe pour une séquence pour Mic Rodgers[N 4]